# Medicinicum Lech
Medicinicum Lech is een interdisciplinair evenement over volksgezondheid dat sinds 2014 jaarlijks wordt gehouden in in Lech am Arlberg in Vorarlberg (Oostenrijk). Het is Vorarlbergs grootste evenement op het gebied van volksgezondheid.
Het concept is onderzoekers en andere medische professionals uit te nodigen lezingen te geven in een interdisciplinaire benadering die put uit de westerse, oosterse en alternatieve geneeskunde. Naast lezingen en discussies gaat het Medicinicum gepaard met evenementen als kooklessen, kruidenwandelingen et cetera.

## Onderwerpen
Het evenement heeft ieder jaar een thema. De afgelopen jaren waren dat:
- 2014: "Jung bleiben – alt werden" (Jong blijven – oud worden)[4]
- 2015: "Lass Nahrung deine Medizin sein" (Laat voedsel uw medicijn zijn)[5]
- 2016: "Stress – Fluch oder Segen? Gesund sein in hektischen Zeiten" (Stress – vloek of zegen? Gezond zijn in hectische tijden)[6]
- 2017: "Viele Wege führen zu Gesundheit – Rezepte aus Ost und West" (Veel routes leiden tot gezondheid. Recepten uit Oost en West)
- 2018: "Genuss – Sucht – Gesundheit" (Vreugde – Verslaving – Gezondheid)
- 2019: "Der gesunde Mensch in einer gesunden Umwelt – Ökologie als Schlüsselfrage für unsere Gesundheit und Zukunft" (De gezonde mens in een gezond milieu – ecologie als de sleutelvraag voor onze gezondheid en toekomst)[7]
- 2020: uitgesteld vanwege de Coronapandemie[8]
- 2021: "Ewig Jung! Auf dem Weg zur Unsterblichkeit" (Eeuwig jong! Op weg naar onsterfelijkheid)[8]